# Masaki Ogata
Ogata Masaki (小県 真樹; Gifu, 7 settembre 1964) è un goista giapponese di grado 9 dan.

## Biografia
Impara a giocare a go fin da piccolo e nel 1976 entra nella Nihon Ki-in come insei. Diventa allievo di Masamitsu Tsuchida e nel 1980 supera l'esame da professionista. Tre anni dopo vince il premio Shinjin (nuovo giocatore) del giornale Kido e nel 1988 vince anche il premio per il maggior numero di vittorie annuali, con un bilancio di 39-13. Nel 1993 ha raggiunto il massimo grado di 9 dan, attualmente è affiliato alla sezione di Nagoya della federazione.
A novembre 2023 ha ottenuto la sua vittoria numero 1000 da professionista, trentunesimo goista giapponese e quarantanovesimo al mondo a raggiungere questo traguardo.

## Palmarès
| Nazionali | Nazionali     | Nazionali      |
| Titolo    | Vittorie      | Finalista      |
| --------- | ------------- | -------------- |
| Okan      | 4 (1988-1991) | 2 (1992, 1994) |
| Ryuen Cup | 1 (1984)      |                |
| Shin-Ei   |               | 1 (1988)       |
| Totale    | 5             | 3              |